# Butnan
El Butnan (àrab: وادي بطنان, wādī Buṭnān) és un uadi situat uns 30 km a l'est d'Alep, amb uns establiments on diverses fonts originen el naixement del Nahr al-Dhahab (àrab: نهر الذهب, Nahr aḏ-Ḏahab), que corre fins a desaiguar a la llacuna salada de Djabbul. Aquestes condicions han permès l'existència de diversos llogarets agrícoles els principals dels quals són Bab i Buzaa. Era una estació de la ruta Alep-Edessa i Alep-Rakka; la salina de Djabbul produïa bons ingressos als prínceps d'Alep i als diversos governants al llarg del temps de la Síria del nord. Sembla que correspon a la romana Batnae.
La comarca conquerida per Habib ibn Màslama, i va passar a dependre d'Alep sense jugar cap paper per si mateixa. Hi va passar l'hivern el califa Abd-al-Màlik ibn Marwan (685–705) el 689-690, quan lluitava contra Mússab ibn az-Zubayr. El 901 fou saquejada pels càrmates. El 976 fou assolada per Nicèfor Focas. Fou teatre de lluites sota els mirdàsides i va caure en mans de Tútuix I el 1080. El 1098 fou atacada pels armenis. La revenja seljúcida va comportar l'extermini de la comunitat ismaïlita. El senyor de Tell Bashir, Jocelin, va devastar la regió el 1125. El 1138 fou ocupada per l'emperador Joan II Comnè. Va retrobar la tranquil·litat sota el zengita Nur-ad-Din Mahmud.
Sota domini aiúbida i després dels mamelucs, fou governada per dos mamelucs jundís nomenats pel nàïb d'Alep, un per als establiments de Bab i Buzaaa i l'altre per a la zona propera a la llacuna Djabbul. Sota domini otomà fou un kada o un kaimakan depenent del paixà d'Alep, la principal missió del qual era l'explotació de les salines que produïen prop de 500.000 lliures d'ingressos anuals al tresor otomà al segle xix; el governador residia a Bab que vers el 1890 tenia 6.000 habitants.